# Sergio Verdú
Sergio Verdú (* 15. August 1958 in Barcelona) ist ein spanisch-US-amerikanischer Informationstheoretiker.
Verdú erhielt 1980 einen Abschluss als Telekommunikationsingenieur an der Universitat Politècnica de Catalunya in Barcelona und wurde 1984 an der University of Illinois at Urbana-Champaign in Elektrotechnik bei H. Vincent Poor promoviert (Optimal multiuser signal detection). Er war seit 1984 Assistant Professor und von 1993 bis 2018 Professor an der Princeton University.
Er ist insbesondere für Beiträge zur Mehrbenutzer-Erkennung (Multiuser Detection) bekannt, der Unterscheidung der Signale mehrerer Benutzer in Kommunikationskanälen (Mobilfunk, Digitalfernsehen, Satellitenkommunikation, Datenübertragung u. a.).
1989 war er Gastprofessor an der Australian National University und ab 2002 am Mathematical Sciences Research Institute (MSRI). Er ist seit 1990 Mitherausgeber der IEEE Transactions on Information Theory. 1997 war er Präsident der IEEE Information Theory Society, deren Golden Jubilee Award er 1998 erhielt. Er ist Mitglied der National Academy of Engineering (2007).
Sergio Verdú ist Fellow des IEEE (1993), 1997 erhielt er den Presidential Young Investigator Award. Im Jahr 2000 erhielt er den Frederick Emmons Terman Award, 2007 den Claude E. Shannon Award und 2008 die Richard-W.-Hamming-Medaille. 2005 wurde er Ehrendoktor der Universitat Politècnica de Catalunya. 2014 wurde er in die National Academy of Sciences gewählt. Für 2016 wurde ihm der NAS Award for Scientific Reviewing zugesprochen.

## Schriften
- Multiuser Detection. Cambridge University Press, 1998